# Hakim (puška)
Hakim je poluautomatska puška egipatske proizvodnje. Proizvedena je kao licencna kopija švedskog originala Automatgevär m/42. Naime, Švedska je Egiptu prodala nacrte i strojeve za proizvodnju vlastitog modela. Tako je stvorena egipatska inačica Hakim koja se masovno proizvodila tijekom 1950-ih i 1960-ih. Kasnije je pušku zamijenio AK-47 domaće proizvodnje.

## Dizajn
Zanimljivo je da američka automatska puška M-16 koristi sličan sustav protoka plina kao egipatski Hakim. Puška ima ugrađen Tokarev-vijak koji se koristi i u puškama kao što su sovjetski SKS, francuski MAS-56 i belgijski SAFN. Za razliku od švedskog originala koji koristi streljivo 6.5×55mm, Hakim koristi veći i poznatiji Mauserov kalibar 7.92×57mm.

## Proizvodnja
Puška se proizvodila tijekom 1950-ih i 1960-ih za potrebe egipatske vojske a proizvedeno je oko 70.000 primjeraka. Uz pušku Hakim, proizvodila se i karabinska inačica imena Rašid. Ona je nešto lošije kvalitete te je također proizvedena na temelju Ag m/42.
Dok je Hakim koristio streljivo kalibra 7.92×57mm, Rašid je koristio sovjetski kalibar 7.62×39mm a proizveden je u mnogo manjoj količini (8.000 komada).

## Korisnici
- Egipat: Hakim je bila standardna puška egipatske vojske ali ju je sredinom 1960-ih zamijenio AK-47 koje je na temelju licence proizvodila domaća vojna industrija Maadi. Puška je povučena ali je pohranjena kao vojna zaliha. Danas je u službi nekih egipatskih policijskih jedinica.

## Vidjeti također
- Automatgevär m/42
- Rašid

## Vanjske poveznice
- Tehničke upute o uporabi Hakim puške
- Dizajnerske razlike između Ag m/42 i Hakim puške